# Бомон сир Грон
Бомон сир Грон (фр. Beaumont-sur-Grosne) насеље је и општина у источном делу централне Француске у региону Бургоња, у департману Саона и Лоара која припада префектури Шалон сир Саон.
По подацима из 2011. године у општини је живело 332 становника, а густина насељености је износила 42,46 становника/km². Општина се простире на површини од 7,82 km². Налази се на средњој надморској висини од 190 метара (максималној 217 m, а минималној 175 m).

## Демографија
| 1962. | 1968. | 1975. | 1982. | 1990. | 1999. | 2011. |
| ----- | ----- | ----- | ----- | ----- | ----- | ----- |
| 194   | 201   | 186   | 247   | 257   | 269   | 332   |

График промене броја становника у току последњих година